# Saturnino Lafarga Freixa
Saturnino Lafarga Freixa (Barbastro, 1873-Barbastro, 1927) fue un periodista y jurista español.

## Biografía
Natural de la ciudad oscense de Barbastro, dio sus primeros pasos profesionales como abogado en Madrid, donde escribió para El Correo Español. Se mudó a Bilbao, ciudad en la que trabajó para La Gaceta del Norte y para El Porvenir Vasco, del que sería director. Fundó, asimismo, el diario La Tarde. Con su hermana Teresa y con Adrián Hernández Cerezo, confeccionó en 1913 un Anuario-guía de Vizcaya. Falleció en su localidad natal en 1927.